# Elbio Álvarez
Elbio Maximiliano Álvarez (Uruguay, 13 de junio de 1994) es un futbolista uruguayo. Juga de mediocampista en el Club Atlético Santa Rosa

## Trayectoria
Elbio Álvarez se formó en las categorías juveniles de Peñarol. Fue parte de la selección uruguaya sub-17 que obtuvo los subcampeonatos de su categoría a nivel sudamericano y mundial. Luego de estos torneos fue acordado su pase a Benfica junto con otros dos de sus compañeros de las juveniles de Peñarol, Juan Manuel San Martín y Jim Varela.

### Participaciones con la selección
| Copa                        | Sede    | Resultado  |
| --------------------------- | ------- | ---------- |
| Sudamericano Sub-15 de 2009 | Bolivia | Campeón    |
| Sudamericano Sub-17 de 2011 | Ecuador | Campeón    |
| Copa Mundial Sub-17 de 2011 | México  | Subcampeón |

## Clubes
| Club               | País     | Año         |
| ------------------ | -------- | ----------- |
| Peñarol            | Uruguay  | 2006 - 2015 |
| SL Benfica         | Portugal | 2015 - 2016 |
| Fénix              | Uruguay  | 2016 -2017  |
| Uruguay Montevideo | Uruguay  | 2018        |